# Emil Preetorius
Emil Preetorius (Magonza, 21 giugno 1883 – Monaco di Baviera, 27 gennaio 1973) è stato un illustratore, scenografo e grafico tedesco.

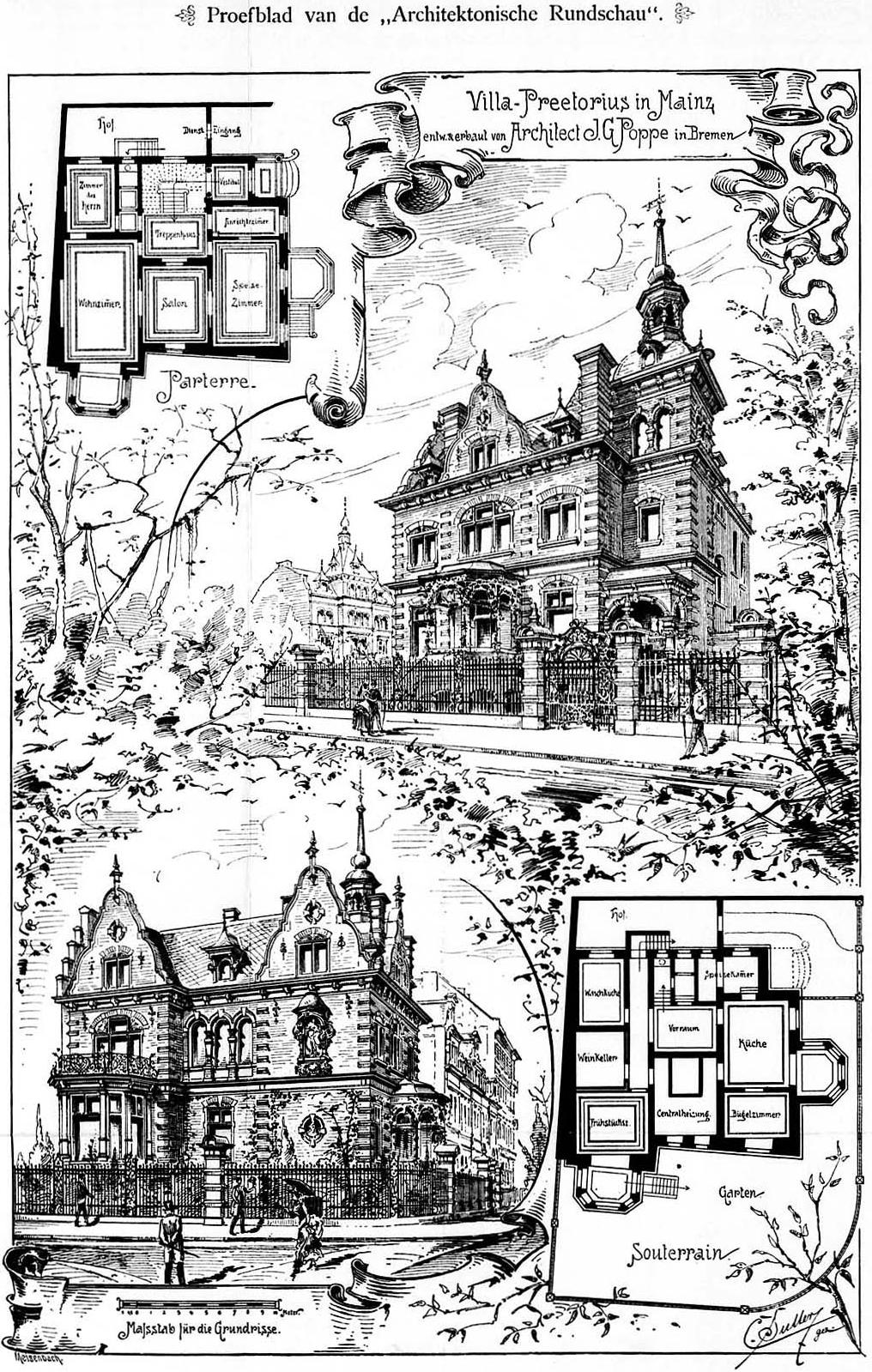

Studiò giurisprudenza e storia dell'arte a Monaco di Baviera, Berlino e Gießen, dove fece il dottorato in diritto. A Monaco frequentò la scuola di arte applicata.
Nel 1909 fondò assieme a Paul Renner una scuola per illustrazioni di libri a Monaco. Assieme a Valentin Zietara, Friedrich Heubner, Carl Moos, Max Schwarzer, Franz Paul Glass fonda il gruppo di grafici Die Sechs. Pretorius fece parte della cerchia di amici di Thomas Mann, e fece le illustrazioni per i suoi libri.
Nel 1942 fu denunciato come "amico degli ebrei" e arrestato dalla Gestapo, ma venne rilasciato tramite l'interessamento personale di Hitler. Nel 1943 Preetorius fu onorato dal regime nazionalsocialista con la medaglia Goethe per arte e scienza.
Dal 1948 al 1968 fu presidente della Accademia delle belle arti di Monaco di Baviera.